# Komishivka (Donetsk)
Komishivka (en ucraniano: Комишівка, romanizado: Komyshivka; en ruso: Камышевка, romanizado: Kamishevka) es un pueblo  ucraniano perteneciente al óblast de Donetsk. Situado en el este del país, es parte del raión de Pokrovsk y del municipio (hromada) de Novojródivka.

## Geografía
Komishivka se sitúa 13 km al noreste de Selídove y 37 km al noroeste de Donetsk.  

## Historia
Komishivka fue creado después de la Segunda Guerra Mundial y recibió el estatus de asentamiento de tipo urbano en 1971. 
En 2023, Komishivka perdió el estatus de asentamiento de tipo urbano en la legislación ucraniana debido a la eliminación de este estatus administrativo.

## Demografía
La evolución de la población de Komishivka entre 1959 y 2022 fue la siguiente:
| 560                                                           | 427 | 457 | 422 | 387 | 373 |
| (Fuente: Cities & Towns of Ukraine y UKRAINE: Größere Städte) |     |     |     |     |     |

Según el censo de 2001, la lengua materna de la mayoría de los habitantes, el 75,36%, es el ruso; del 23,57% es el ucraniano.